# 大津和郎
大津和郎（？—？），為第十二任台灣軍參謀長，是台灣軍事之中重要的一職，於台灣日治時期替台灣軍協助軍事發展，專責管理台灣軍。他的任期為1938年10月—1940年3月。
| 前任： 田中久一 | 台灣軍參謀長 1938年10月—1940年3月 | 繼任： 上村幹男 |